# Tralee
Tralee (în irlandeză Trá Lí) este un oraș comital din comitatul Kerry, Republica Irlanda.